# 로드리고 차베스 로블레스
로드리고 알베르토 데 헤수스 차베스 로블레스(스페인어: Rodrigo Alberto de Jesús Chaves Robles, 1961년 6월 10일 ~ )는 코스타리카의 경제학자이자 정치인으로, 코스타리카의 제49대 대통령이다. 카를로스 알바라도 대통령 재임 중 재무장관을 지냈다.

## 생애
로드리고 로블레스는 1961년 6월 10일 코스타리카의 수도 산호세 중심부의 카르멘 대도시 지역에서 태어났다. 그는 경제학 박사 학위를 취득했다. 장관으로 임명되기 전에는 인도네시아와 미국, 유럽, 아시아 각국에서 세계은행 국가 책임자로 일했다.
1992년, 박사과정을 마치기 전에 하버드 대학의 국제개발연구소는 차베스에게 인도네시아에서 빈곤, 농촌 빈곤, 소규모 기업 및 중규모 기업에 대한 현장 연구를 수행하기 위한 4개월간의 펠로우쉽을 제안했다. 그가 박사 학위를 마쳤을 때, 세계은행은 그에게 그의 연구 발표를 위한 일자리를 제공했다.
차베스는 세계은행 간부직에서 은퇴하고 코스타리카로 돌아가기로 결정했다고 밝혔다. 만약 코스타리카가 휴가를 요청했다면 장관 업무의 일환으로 코스타리카와 대화를 나눴기 때문에 코스타리카와 이해관계가 충돌할 수 있다는 점을 고려했기 때문이다. 그러나 2021년 8월 차베스에 대한 성추행 의혹 조사 결과가 알려지면서 세계은행 퇴진 이유가 될 수 있다는 보도가 나왔다.

## 재무장관
코스타리카 대통령 카를로스 알바라도 케사다는 2019년 10월 30일 차베스를 새 재무장관으로 발표했다. 그러나 그가 취임한 것은 그해 11월 26일이었고 그의 우선 순위는 재정법 준수를 보장하고 기존 세금 징수를 늘리며 탈세를 방지하고 공공 지출을 계속 억제하는 것이라고 밝혔다.
2020년 2월, 차베스는 공공기관의 잉여금을 부채 상환에 사용하는 법안을 입법회에 제출했다.
같은 달에 차베스는 기관의 계층 구조를 변경했으며, 이에 대해 소득 차관은 사임했다. 세무국장 카를로스 바르가스 두란 세관국장, 후안 카를로스 고메즈 산체스, 재정경찰국장 어빙 말레스핀 무뇨스도 사임했다.
2020년 3월 26일, 코로나 바이러스 대유행으로 인한 보건 비상사태 때, 차베스는 계약이 중단되거나 근로 시간이 단축되거나 방치된 사람들을 지원하기 위한 자원을 확보하기 위해 50만 콜론 이상의 공공 및 민간 임금에 대한 연대세를 징수하는 제안을 언론에 발표했다. 정부가 전염을 막기 위해 채택한 조치의 결과로 일을 하지 않고 있다. 알바라도는 일부 부문에서 비판이 일자 이런 비판을 부정했다. 낸시 마린 통신부 장관은 기자들에게 "대통령은 로드리고씨가 그 발표를 하지 말았어야 했다는 것을 분명히 했다. 50만 콜로네의 급여가 될 것이라고는 전혀 생각되지 않았다. 장관은 그 발표를 하지 말았어야 했다. (급여는) 그가 제시한 조건으로 결정된 것이 아니다."라고 말했다.
2020년 4월 22일, 코스타리카 사회보장기금(CCSS)의 이사 마리오 데반다스는 재무장관이 알바라도가 참여한 회의에서 "기금을 구하기 위해 할 수 있는 일은 아무것도 없다"라고 말했다고 공개적으로 비난했다.
2020년 5월 19일, 차베스는 알바라도에게 9635법에 의해 제정된 재정 규칙에서 지방자치체를 제외시킨 그 날 의회에서 승인한 법에 대해 거부권을 행사해 줄 것을 요청하는 서한을 발행했다. 알바라도는 거절했고 차베스는 사표를 제출하는 것으로 응수했다.

## 2022년 코스타리카 대통령 선거
2021년 7월 로드리고 차베스는 코스타리카 공화국 대통령 후보 출마를 선언했었다.
그의 선거운동의 일환으로, 차베스가 이끄는 사회민주진보당은 부정행위를 보고하지 않는 사람들을 처벌함으로써 부패와 싸우려 했다. 차베스는 정부와 언론, 대학과 시민 사이의 투명성에 찬성하며 공공기관의 활동을 매일 보고함으로써 이를 육성할 계획이라고 밝혔다. 실업에 관한 그의 계획은 더 많은 여성들이 노동에 참여하도록 장려하고 증가하는 수요에 대응하여 STEM 졸업생들의 수를 늘리는 것을 포함했다. 그는 또한 2개 국어 교육을 지원했고 코스타리카에 대한 외국 기업들을 환영하겠다고 약속했다. 선거운동을 마무리하기 위해 그는 생활비를 낮추기 위한 5단계 계획을 제안했다. 5단계 계획에는 기본 식품과 생활용품에서 세금을 없애고, 쌀 가격, 전기 가격을 낮추고, 독점권을 없애고, 농부들이 보다 효율적인 농약을 수입할 수 있도록 지원하는 것이 포함되었다. 그는 또한 의무적인 COVID-19 백신 접종을 지지하지 않는다고 말했다.
2월 6일, 로드리고 차베스는 4월 3일 치러지는 두 번째 선거에서 PLN당의 호세 마리아 피게레스 올센 전 대통령과 맞붙을 것이라고 발표되었다. 두 번째 라운드의 여러 여론조사에서 Chaves는 수치보다 앞서 1위를 차지했다.4월 3일, 차베스가 피게레스를 상대로 한 승리가 현지 언론에 의해 발표되었다. 차베스는 2022년 5월 8일, 취임하였다.